# Soft start
Soft start é um termo utilizado em eletrônica que descreve qualquer circuito que reduz o excesso de corrente elétrica durante a energização inicial.
Soft-start é um acessório ou componente eletrônico, normalmente acoplado ou inserido no controlador de temperatura de um sistema de aquecimento (câmara quente), cujo objetivo é permitir a elevação programada (muitas vezes em rampa) da temperatura das resistências dos bicos de injeção. É altamente recomendado em ambientes úmidos para evitar a queima de resistências por curto-circuito provocado por condensação.